# Comté de Sweetwater
Pour les articles homonymes, voir Sweetwater.
Le comté de Sweetwater est un comté de l'État du Wyoming dont le siège est Green River. Selon le recensement de 2010, sa population est de 43 806 habitants.

## Census-designated places
- Arrowhead Springs
- Clearview Acres
- Eden
- Farson
- James Town
- Little America
- McKinnon
- North Rock Springs
- Point of Rocks
- Purple Sage
- Reliance
- Sweeney Ranch
- Table Rock
- Washam